# 3867 Shiretoko
3867 Shiretoko eller 1988 HG är en asteroid i huvudbältet som upptäcktes 16 april 1988 av de båda japanska astronomerna Kazuro Watanabe och Masayuki Yanai vid Kitami-observatoriet. Den är uppkallad efter Shiretoko-halvön på Hokkaido.
Asteroiden har en diameter på ungefär 5 kilometer.